# 莉·莫勒
莉·莫勒（英語：Lea Maurer，1971年4月1日—），旧姓洛夫莱斯（Loveless），美国女子游泳运动员。她曾代表美国参加1992年夏季奥林匹克运动会游泳比赛，获得女子4×100米混合泳接力金牌和女子100米仰泳铜牌。